# 伊原正明
伊原正明（日语：／ Ihara Masaaki，7月5日—）是一名日本男性聲優，大阪府出身，賢Production所屬。

## 簡歷
在大阪的高中與大學就讀。10幾歲時並沒有特別的目標，但在大學三年級前夕，開始立志走上演員這條路。
畢業於聲優培訓學校School Duo第15期進階班。同期的聲優是小松昌平。

## 人物
專長是橄欖球、英語會話，以及大阪方言。興趣是觀賞恐怖作品、昭和歌謠與晶片音樂。

## 演出作品
※粗體字為主要角色。

### 電視動畫
2014年
- 吃豆人的可怕冒險（パックワールドの住人、ゴーストパイレーツ、巨大ゴースト）

2015年
- 銀魂ﾟ（忍A）
- Concrete Revolutio～超人幻想～（司機）

2016年
- 少年女僕（魚店）
- 數碼寶貝-APP獸（黑衣男）

2017年
- 銀魂.（天導眾）
- élDLIVE宇宙警探（梅里埃斯、多拉古雷恩、老師）
- 鬼平（地痞）
- 烙印勇士（士兵、戰魔兵、奴隷商人）
- 遊戲王VRAINS（操作員、醫生、磯卷、河內的騎士）
- 將國戡亂記（赤蛇教團A）
- 活撃 刀劍亂舞（浪士）
- 來自深淵（住民）
- 血界戰線 & BEYOND（白銀旅團的BOSS）

2018年
- 愛吃拉麵的小泉同學（店員C、店長）
- OVERLORD II（博羅邏普侯、報信怪物、蜥蜴人、男）
- 新幹線變形機器人（山口長門、站員、狂怒烈炎怪、鐵道粉絲、吞食地幔怪）
- 阿松 第2期（敵兵）
- 一人之下 羅天大醮篇/全性篇（藏龍、張靜清、劉興揚）
- 劍王朝（刺客A、魏王）
- 沒有心跳的少女 BEATLESS（議員B、紳士、PMC、實驗都市職員、中樞1、軍高官B、電機製造公司要員〈中樞A〉）
- 庫洛魔法使 透明牌篇（警備員）
- 皇帝聖印戰記（賽依德·庫雀司）
- 銀河英雄傳說 Die Neue These 邂逅（將校）
- 魯邦三世 PART5（殘黨A、小隊長）
- 我的英雄學院 第3期（警視廳幹部）
- OVERLORD III（雲來、食人魔、長助、博羅邏普侯、臣下、哥布林魔法砲擊隊 隊長、約蘭·迪克斯戈多）
- 夢王國與沉睡中的100位王子殿下（店主）
- Banana Fish（布爾）
- 進擊的巨人 Season 3（德雷托夫、居民、幹部、調查兵）
- GRANDBLUE 碧藍之海（橄欖球部員、橄欖球A）
- 溫泉屋小女將（幹事）
- 傀儡馬戲團（誘拐組、飛行員、克羅格村 農夫）
- 偶像學園Friends！（審査員）

2019年
- 新幹線變形機器人（幹部、所長）
- 傀儡馬戲團（鎮民、黑賀眾、自動傀儡、機械人類-O、男）
- 魯邦三世 再見了夥伴（特殊部隊隊長）
- 賢者之孫（史提夫）
- 觸地騎士（裁判）
- 警視廳 特務部 特殊凶惡犯對策室 第七課 -特7-（銀行員A、男A）
- 我的英雄學院 第4期（老人）
- 花牌情緣3（觀眾、記錄員）
- 海螺小姐

2020年
- 花牌情緣3（翠北會）
- Radiant 虛空魔境 第2期（魔法騎士奧德里克）
- 成群結伴！西頓學園（園藝部·部員、猛獸♂、輪島科曼多爾斯基）
- 別對映像研出手！（學生）
- 我的英雄學院 第5期（男性）
- 更多！認真地不認真的怪傑佐羅力（警備員、衛兵A、手下A、申請者A、衛士1、社長）
- 異常生物見聞錄（鎖帷子）
- 蠟筆小新（丁髷團部下C）
- 池袋西口公園（店員）
- 魔女之旅（肌肉弟）
- 『催眠麥克風 -Division Rap Battle-』Rhyme Anima（踊飯）

2021年
- 蠟筆小新（漫才師B）
- 進擊的巨人 The Final Season（民眾）
- 熱情閃耀！光之美少女（船長、番長、街上的人、監督、教師、老師、國語老師、教練、農園的團長）
- 更多！認真地不認真的怪傑佐羅力 第2期（衛士A）
- 決鬥大師 KING!（阿米諾、聖魔連結王 多爾法迪羅姆、無賴 青銅‐1、超九極 丘托邦）
- 勇者鬥惡龍 達伊的大冒險（重臣）
- MARS RED 零機關（石山中將、駐日大使）
- 忍者亂太郎（忍者）
- 持續狩獵史萊姆三百年，不知不覺就練到LV MAX（店裡的客人A）
- 通靈王（參上等、密獵者、阿修克羅夫特）
- 瓦尼塔斯的手札（招待客B）
- 急戰5秒殊死鬥（真栗順平）
- 哆啦A夢（監督）
- 魯邦三世 PART6（殺手⑤）
- SAKUGAN（街上的男人）

2022年
- 蠟筆小新（吃茶店的老闆、上班族B、B）
- 哆啦A夢（大叔）
- 泡泡糖忍戰（黑手黨、幹部、奧蘭基）
- 平家物語（牛）
- 幻想三國誌 -天元靈心記-（衛兵2）
- 更多！認真地不認真的怪傑佐羅力 第3期（部下A、有錢人）
- 神奇柑仔店 錢天堂（比賽的評委）
- OVERLORD IV（管家、洞窟礦山長、諾亞·齊丹）
- 吉伊卡哇（假面奇美拉）
- SHINE POST（小林）
- 即使如此依舊步步進逼（漆的祖父）
- 黑之召喚士（大隊長）
- 點滿農民相關技能後，不知為何就變強了。（C國的使者）
- 給不滅的你 Season2（柯爾科達）
- 名偵探柯南（刑事）

2023年
- 吉伊卡哇（廚師）
- 名偵探柯南（田中一郎）
- 我的英雄學院 第6期（塔爾塔羅斯所長、冷的父親、新加坡大使）
- 狩火之王（管家、狩火者、照三的父親）
- 淪落者之夜（王）
- 勇者死了！（村人、討伐隊、惡魔）
- 天國大魔境（住民、桐子的粉絲）
- 帶著智慧型手機闖蕩異世界。2（歐魯巴·史托蘭德）
- 魔術士歐菲 流浪之旅 聖域篇（司祭）
- 屍體如山的死亡遊戲（刑事）
- 不死少女的謀殺鬧劇（記者）
- 文豪Stray Dogs 5th SEASON（警官、士兵C）
- 其實，我是最強的？（波爾科斯[4]）
- 殭屍100～在成為殭屍前要做的100件事～（被一刀兩斷的殭屍）
- 盾之勇者成名錄 Season3（奴隸獵人A、男、襲擊者A）
- 聖魔大戰 BIKKURI-MEN（羅迪、上班族B）
- 靠著魔法藥水在異世界活下去！（領主）
- 聖女魔力無所不能（店主）

2024年
- 哆啦A夢（店主）
- 泡泡糖忍戰（大黑柱）
- 通靈王FLOWERS（亞斯）
- 狩火之王 第2期（監察官、群眾的聲音、乘員）
- 青之驅魔師 島根啟明結社篇（惡魔）
- 為了在異世界也能撫摸毛茸茸而努力。（鎮長、匠之氏長）
- 殺手寓言（組織男2）
- 夜晚的水母不會游泳（CD店店長）
- 轉生貴族憑鑑定技能扭轉人生～繼承弱小領土後，招募優秀人才打造最強領土～（家具職人）
- 怪獸8號（鷹尾）
- 烏鴉不擇主（北家的宮鳥）
- 魔王軍最強的魔術師是人類（海賊B、男客人B）
- 轉生貴族憑鑑定技能扭轉人生～繼承弱小領土後，招募優秀人才打造最強領土～ 第2期（查德）
- 魔法光源股份有限公司（大叔A）
- BLUE LOCK 藍色監獄 VS. U-20 JAPAN（男性VIP客、監督）

2025年
- 地。-關於地球的運動-（貧民）
- 青之驅魔師 終夜篇（驅魔師）
- 遲早是最強的鍊金術師？（巴頓）
- 鬼人幻燈抄（父親）
- GACHIAKUTA（肌肉男）

### 劇場版動畫
2015年
- 電影 光之美少女 All Stars 春之嘉年華♪（ドロボーン）

2018年
- 劇場版 超時空要塞Δ 激情的女武神

2019年
- 來自深淵 劇場版總集篇 前編：啟程的黎明
- 蠟筆小新：新婚旅行風暴～奪回廣志大作戰～（假面族）

2020年
- 喬瑟與虎與魚群

2022年
- 蠟筆小新：幽靈忍者珍風傳（關所番）
- 犬王
- 漂流家園（熊谷祐太）

2023年
- 劇場版 PSYCHO-PASS心靈判官 PROVIDENCE（法務省事務次官）
- 青春豬頭少年不會夢到嬌憐外出妹（校長）

2024年
- DEAD DEAD DEMON'S DEDEDEDE DESTRUCTION 惡魔的破壞（中川大五郎）
- 劇場版 OVERLORD  聖王國篇（荻埃耳·康·知）

### OVA
2019年
- 蒼穹之戰神 THE BEYOND（漁協的人）

### 網路動畫
2017年
- 寶可夢世代（羅德、哈奇庫）

2018年
- 惡魔人 Crybaby（隊長）
- 異世界居酒屋～古都艾塔莉亞的居酒屋阿信～（溫德爾馬克伯）

2019年
- 無限住人-IMMORTAL-（他流道場主、門徒）

2020年
- 破曉之翼（解說者、怪力、研究員E、警衛員）
- 日本沉沒2020（男B）

2022年
- TIGER & BUNNY 2（前輩警官）

2023年
- 魯邦三世VS貓眼（兵B）
- PLUTO ～冥王～（機器人士兵）

2024年
- 時光巡邏隊（小林、盜賊B、客A、法伊亞克斯、比利·克蘭頓、貝爾夏軍司令官、大叔、村民C、狩人的同伴C、船長、劍鬥士、店主）

### 遊戲
2012年
- 勇者鬥惡龍X 覺醒的五種族 Online（モモリオン王、時の車掌ゼーベス、城門の門番兵ディレン、武器屋ガレー、アズ・フーラズーラ、スフヤ、ルドン、トラちゃん[5]）

2017年
- Minecraft：故事模式 第二季（ナーム）

2018年
- 棕色塵埃
- 夢幻之星：伊多拉傳說

2019年
- 亞克傳承R（[6]）
- 超異域公主連結☆Re:Dive（王宮騎士）
- 寶可夢大師（登山男[7]）

2020年
- 人中之龍7 光與闇的去向
- 刀劍神域 彼岸遊境
- 三國志 霸道（虞翻、顏良）

2021年
- 破曉傳奇

## 外部連結
- 伊原 正明 賢プロダクション [Kenproduction] 声優事務所・タレント事務所・声優プロダクション
- 伊原正明的X（前Twitter）